# Copa Continental de la IAAF de 2018
La III Copa Continental de la IAAF se celebró los días 8 y 9 de septiembre de 2018. La sede de la competición fue el Estadio Municipal de Ostrava-Vítkovice, ubicado en la ciudad de Ostrava, República Checa. El certamen fue ganado por el equipo de las Américas. 

## Reglas
Las reglas de competencia para la copa continental fueron las siguientes:
- Compitieron cuatro equipos de igual número de zonas geográficas: África, Américas, Asia-Pacífico y Europa.
- Para las pruebas individuales cada equipo fue representado por dos atletas de diferentes países, tanto en masculino como en femenino. En el caso de las carreras de relevos hubo un equipo por región.
- Cada equipo tuvo a disposición tres atletas de reserva.
- Al ganador de cada prueba individual se le otorgó 8 puntos, al segundo lugar 7, al tercero 6 y así sucesivamente hasta el octavo puesto. En caso de que un atleta no inició el evento, no lo terminó o quedó descalificado, la asignación de puntos era la misma como si todos hubieran competido, pero el atleta perjudicado no obtuvo puntos. Posteriormente se hizo la suma de los puntos obtenidos según los equipos que representaban, por ejemplo, si el equipo de las Américas posicionó a sus representantes en el primer y cuarto puesto de la prueba, dicho equipo obtuvo 13 puntos. Al equipo que acumuló más puntos de acuerdo a esta sumatoria, se le adjudicó a su vez 8 puntos válidos para la tabla general, 6 al segundo, 4 al tercero y dos al cuarto. Para las carreras de relevos se otorgaron 8 puntos al equipo ganador, 6 puntos al segundo puesto, 4 al tercero y 2 al cuarto. El equipo que acumuló más puntos en la sumatoria de todas las pruebas se consagró como el ganador de la copa continental.
- Para las pruebas de salto de longitud, triple salto, y lanzamientos hubo tres intentos para los ocho atletas participantes. Un cuarto intento se otorgó a los mejores representantes de cada uno de los cuatro equipos de acuerdo a las marcas de los tres intentos preliminares. Tras esta etapa, se otorgó un último intento (final de la prueba) a los dos mejores atletas según el resultado anterior que decidió al ganador.
- Las pruebas de 3000 m y 3000 m con obstáculos se desarrollaron como una eliminatoria. Los ocho corredores iniciales tomaron parte en los primeros 1400 m (tres vueltas y media), tras la cual el corredor que ocupó el último lugar en la siguiente vuelta quedó fuera, hasta que en la última vuelta participaron cuatro corredores.
- Para esta edición hubo una carrera de relevos mixto 4 × 400 m en la que dos mujeres y dos hombres representaron a su respectivo equipo.
- En caso de empate en posiciones en una prueba, los puntos acumulados por cada atleta se dividieron entre los equipos. En caso de empate en puntos en la tabla general, se otorgó la mejor posición al equipo con el mayor número de primeros puestos, si persistía el empate, al que tuvo el mayor número de segundos puestos, y así sucesivamente. De persistir la igualdad hubo empate en la posición.

### Capitanes y comodines
La organización estableció la figura de los embajadores cuyo rol era la de ser capitanes para cada uno de los equipos del torneo. Ellos, aparte de ser promotores del evento, podían influir en el resultado al tener la facultad de elegir comodines. Sin un capitán utilizaba su comodín y el equipo al cual representaba obtenía el mayor número de puntos en la prueba, se les adjudicaba el doble de puntos logrados. Cada capitán tenía la oportunidad de utilizar dos comodines para cada jornada, tanto para equipos masculinos como femeninos. En caso de que su equipo no ganara la prueba, no obtenía ningún beneficio extra, y por tanto su comodín era desperdiciado.

## Selección de atletas
Los atletas integrantes de cada equipo se escogerán de acuerdo a su participación en torneos continentales o el ranking del año en curso.
| Equipo        | Criterio de selección       |
| ------------- | --------------------------- |
| África        | Campeonato Africano de 2018 |
| Américas      | Selección por ranking.      |
| Asia-Pacífico | Selección por ranking.      |
| Europa        | Campeonato Europeo de 2018  |

## Posiciones
| Pos.              | Equipo        | Puntos |
| ----------------- | ------------- | ------ |
| Medalla de oro    | Américas      | 262    |
| Medalla de plata  | Europa        | 233    |
| Medalla de bronce | Asia-Pacífico | 188    |
| 4º                | África        | 142    |

### Detalle de puntos por equipos
| Prueba            | Prueba          | Américas | Europa | Ásia-Pacífico | África |
| ----------------- | --------------- | -------- | ------ | ------------- | ------ |
| 100 m             | masculino       | 4        | 2      | 7             | 7      |
| 100 m             | femenino        | 6        | 8      | 2             | 4      |
| 200 m             | masculino       | 8        | 6      | 4             | 2      |
| 200 m             | femenino        | 16       | 6      | 2             | 4      |
| 400 m             | masculino       | 6        | 3      | 16            | 3      |
| 400 m             | femenino        | 8        | 2      | 5             | 5      |
| 800 m             | masculino       | 4        | 6      | 2             | 8      |
| 800 m             | femenino        | 8        | 4      | 2             | 6      |
| 1500 m            | masculino       | 3        | 8      | 3             | 6      |
| 1500 m            | femenino        | 4        | 2      | 6             | 8      |
| 3000 m            | masculino       | 8        | 6      | 3             | 3      |
| 3000 m            | femenino        | 2        | 7      | 4             | 14     |
| 3000 m obs.       | masculino       | 3        | 8      | 3             | 6      |
| 3000 m obs.       | femenino        | 8        | 5      | 5             | 0      |
| 100 m vallas      | 100 m vallas    | 8        | 6      | 2             | 4      |
| 110 m vallas      | 110 m vallas    | 6        | 16     | 2             | 4      |
| 400 m v           | masculino       | 4        | 14     | 7             | 2      |
| 400 m v           | femenino        | 8        | 6      | 3             | 3      |
| Salto de altura   | masculino       | 6        | 4      | 16            | 2      |
| Salto de altura   | femenino        | 4        | 16     | 6             | 2      |
| Salto con pértiga | masculino       | 8        | 6      | 2             | 4      |
| Salto con pértiga | femenino        | 6        | 8      | 2             | 4      |
| Salto de longitud | masculino       | 5        | 5      | 5             | 5      |
| Salto de longitud | femenino        | 7        | 7      | 3             | 3      |
| Triple salto      | masculino       | 16       | 2      | 5             | 5      |
| Triple salto      | femenino        | 16       | 5      | 5             | 2      |
| Peso              | masculino       | 8        | 6      | 4             | 2      |
| Peso              | femenino        | 6        | 6      | 6             | 2      |
| Disco             | masculino       | 16       | 6      | 4             | 2      |
| Disco             | femenino        | 8        | 4      | 6             | 2      |
| Martillo          | masculino       | 2        | 5      | 8             | 5      |
| Martillo          | femenino        | 7        | 14     | 4             | 2      |
| Jabalina          | masculino       | 3        | 8      | 6             | 3      |
| Jabalina          | femenino        | 6        | 4      | 16            | 2      |
| 4 × 100 m         | masculino       | 8        | 6      | 4             | 0      |
| 4 × 100 m         | femenino        | 8        | 6      | 4             | 0      |
| 4 × 400 m mixto   | 4 × 400 m mixto | 8        | 0      | 4             | 6      |
| Total             | Total           | 262      | 233    | 188           | 142    |

|  |                                                                   |
|  | Capitán utilizó comodín, equipo ganó, recibió el doble de puntos. |

|  |                                                                         |
|  | Capitán utilizó comodín, equipo no ganó, no recibió el doble de puntos. |

## Resultados

### Masculino
| Evento                                    | Oro                                                                                           | Plata                                                                                                  | Bronce                                                                                         |
| ----------------------------------------- | --------------------------------------------------------------------------------------------- | --- | ---------------------------------------------------------------------------------------------- |
| 100 m (9 de septiembre)                   | Noah Lyles Estados Unidos 10,01 Américas                                                      | Su Bingtian China 10,03 Asia-Pacífico                                                                  | Akani Simbine Sudáfrica 10,11 África                                                           |
| 200 m (8 de septiembre)                   | Alonso Edward · Panamá · 20,19 · Américas                                                     | Ramil Guliyev Turquía 20,28 Europa                                                                     | Álex Quiñónez · Ecuador · 20,36 · Américas                                                     |
| 400 m (9 de septiembre)                   | Abdalelah Haroun Catar 44,72 Asia-Pacífico                                                    | Baboloki Thebe Botsuana 45,10 África                                                                   | Nathan Strother Estados Unidos 45,28 Américas                                                  |
| 800 m (8 de septiembre)                   | Emmanuel Korir Kenia 1:46,50 África                                                           | Clayton Murphy Estados Unidos 1:46,766 Américas                                                        | Nijel Amos Botsuana 1:46,769 África                                                            |
| 1500 m (9 de septiembre)                  | Elijah Manangoi Kenia 3:40,00 África                                                          | Marcin Lewandowski · Polonia · 3:40,42 · Europa                                                        | Jakob Ingebrigtsen · Noruega · 3:40,80 · Europa                                                |
| 3000 m (9 de septiembre)                  | Paul Chelimo Estados Unidos 7:57,13 Américas                                                  | Mohammed Ahmed · Canadá · 7:57,99 · Américas                                                           | Henrik Ingebrigtsen · Noruega · 7:58,85 · Europa                                               |
| 3000 m obstáculos (8 de septiembre)       | Conseslus Kipruto Kenia 8:22,55 África                                                        | Matthew Hughes · Canadá · 8:29,70 · Américas                                                           | Yohanes Chiappinelli · Italia · 8:32,89 · Europa                                               |
| 110 m vallas (9 de septiembre)            | Serguéi Shubenkov 13:03 Europa                                                                | Ronald Levy Jamaica 13,12 Américas                                                                     | Pascal Martinot-Lagarde Francia 13,31 Europa                                                   |
| 400 m vallas (8 de septiembre)            | Abderrahman Samba Catar 47,37 RC Asia-Pacífico                                                | Annsert Whyte Jamaica 48,46 Américas                                                                   | Karsten Warholm · Noruega · 48,56 · Europa                                                     |
| Salto de altura (8 de septiembre)         | Donald Thomas Bahamas 2,30 Américas                                                           | Brandon Starc Australia 2,30 Asia-Pacífico                                                             | Maksim Nedasekau · Bielorrusia · 2,27 · Europa                                                 |
| Salto con pértiga (9 de septiembre)       | Sam Kendricks Estados Unidos 5,85 Américas                                                    | Renaud Lavillenie Francia 5,80 Europa                                                                  | Shawn Barber · Canadá · 5,65 · Américas                                                        |
| Salto de longitud (8 de septiembre)       | Ruswahl Samaai Sudáfrica 8,16 África                                                          | Miltiadis Tentoglou · Grecia · 8,00 · Europa                                                           | Jeff Henderson Estados Unidos 7,98 Américas                                                    |
| Triple salto (9 de septiembre)            | Christian Taylor Estados Unidos 17,59 Américas                                                | Hugues Fabrice Zango Burkina Faso 17,02 África                                                         | Arpinder Singh India 16,59 Asia-Pacífico                                                       |
| Lanzamiento de peso (8 de septiembre)     | Darlan Romani · Brasil · 21,89 · Américas                                                     | Tom Walsh Nueva Zelanda 21,43 Asia-Pacífico                                                            | Michał Haratyk · Polonia · 21,36 · Europa                                                      |
| Lanzamiento de disco (8 de septiembre)    | Fedrick Dacres Jamaica 67,97 Américas                                                         | Matthew Denny Australia 63,99 Asia-Pacífico                                                            | Andrius Gudžius · Lituania · 66,95 · Europa                                                    |
| Lanzamiento de martillo (9 de septiembre) | Dilshod Nazarov Tayikistán 77,34 Asia-Pacífico                                                | Mostafa Elgamel · Egipto · 74,22 · África                                                              | Bence Halász · Hungría · 74,80 · Europa                                                        |
| Lanzamiento de jabalina (9 de septiembre) | Thomas Röhler · Alemania · 87,07 · Europa                                                     | Cheng Chao-tsun China Taipéi 83,28 Asia-Pacífico                                                       | Anderson Peters Granada 80,86 Américas                                                         |
| Relevo 4 × 100 m (8 de septiembre)        | Américas Michael Rodgers (USA) Noah Lyles (USA) Yohan Blake (JAM) Tyquendo Tracey (JAM) 38,05 | Europa Emre Zafer Barnes (TUR) Jak Ali Harvey (TUR) Yigitcan Hekimoglu (TUR) Ramil Guliyev (TUR) 38,96 | Asia-Pacífico Trae Williams (AUS) Joseph Millar (NZL) Jin Su Jung (AUS) Jake Doran (AUS) 39,55 |

- RC: Récord de campeonato.

### Femenino
| Evento                                    | Oro | Plata | Bronce                                                                                  |
| ----------------------------------------- | --- | --- | --------------------------------------------------------------------------------------- |
| 100 m (8 de septiembre)                   | Marie-Josée Ta Lou Costa de Marfil 11,14 África                                                                | Dina Asher-Smith Reino Unido 11,16 Europa                                                                | Jenna Prandini Estados Unidos 11,21 Américas                                            |
| 200 m (9 de septiembre)                   | Shaunae Miller-Uibo Bahamas 22,16 Américas                                                                     | Dafne Schippers · Países Bajos · 22,28 · Europa                                                          | Marie-Josée Ta Lou Costa de Marfil 22,61 África                                         |
| 400 m (8 de septiembre)                   | Salwa Eid Naser Baréin 49,32 Asia-Pacífico                                                                     | Caster Semenya Sudáfrica 49,62 África                                                                    | Stephenie Ann McPherson Jamaica 50,82 Américas                                          |
| 800 m (9 de septiembre)                   | Caster Semenya Sudáfrica 1:54,77 África                                                                        | Ajee Wilson Estados Unidos 1:57,16 Américas                                                              | Natoya Goule Jamaica 1:57,36 Américas                                                   |
| 1500 m (8 de septiembre)                  | Winny Chebet Kenia 4:16,01 África                                                                              | Shelby Houlihan Estados Unidos 4:16,36 Américas                                                          | Rababe Harafi Marruecos 4:17,19 África                                                  |
| 3000 m (8 de septiembre)                  | Sifan Hassan · Países Bajos · 8:27,50 RC · Europa                                                              | Senbere Teferi Etiopía 8:32,49 África                                                                    | Hellen Obiri Kenia 8:36,20 África                                                       |
| 3000 m obstáculos (9 de septiembre)       | Beatrice Chepkoech Kenia 9:07,92 RC África                                                                     | Courtney Frerichs Estados Unidos 9:15,22 Américas                                                        | Winfred Mutile Yavi Baréin 9:17,85 Asia-Pacífico                                        |
| 100 m vallas (8 de septiembre)            | Danielle Williams Jamaica 12,49 Américas                                                                       | Kendra Harrison Estados Unidos 12,52 Américas                                                            | Pamela Dutkiewicz · Alemania · 12,82 · Europa                                           |
| 400 m vallas (9 de septiembre)            | Janieve Russell Jamaica 53,62 Américas                                                                         | Shamier Little Estados Unidos 53,86 Américas                                                             | Anna Yaroshchuk-Ryzhykova · Ucrania · 54,47 · Europa                                    |
| Salto de altura (9 de septiembre)         | Maria Lasitskene 2,00 Europa                                                                                   | Svetlana Radzivil Uzbekistán 1,95 Asia-Pacífico                                                          | Levern Spencer Santa Lucía 1,93 Américas                                                |
| Salto con pértiga (8 de septiembre)       | Anzhelika Sidorova 4,85 RC Europa                                                                              | Ekaterini Stefanidi · Grecia · 4,85 RC · Europa                                                          | Sandi Morris Estados Unidos 4,85 RC América                                             |
| Salto de longitud (9 de septiembre)       | Caterine Ibargüen · Colombia · 6,93 · América                                                                  | Brooke Stratton Australia 6,71 Asia-Pacífico                                                             | Malaika Mihambo · Alemania · 6,86 · Europa                                              |
| Triple salto (8 de septiembre)            | Caterine Ibargüen · Colombia · 14,76 · Américas                                                                | Olga Rypakova · Kazajistán · 14,26 · Asia-Pacífico                                                       | Paraskeví Papajristou · Grecia · 14,22 · Europa                                         |
| Lanzamiento de peso (9 de septiembre)     | Gong Lijiao China 19,63 Asia-Pacífico                                                                          | Raven Saunders Estados Unidos 19,74 Américas                                                             | Christina Schwanitz · Alemania · 19,73 · Europa                                         |
| Lanzamiento de disco (8 de septiembre)    | Yaimé Pérez · Cuba · 65,30 · Américas                                                                          | Sandra Perković · Croacia · 68,44 · Europa                                                               | Chen Yang China 63,34 Asia-Pacífico                                                     |
| Lanzamiento de martillo (8 de septiembre) | DeAnna Price Estados Unidos 75,46 RC Américas                                                                  | Anita Włodarczyk · Polonia · 73,45 · Europa                                                              | Luo Na China 67,39 Asia-Pacífico                                                        |
| Lanzamiento de jabalina (9 de septiembre) | Lü Huihui China 63,88 Asia-Pacífico                                                                            | Christin Hussong · Alemania · 62,96 · Europa                                                             | Kara Winger Estados Unidos 60,38 Américas                                               |
| Relevo 4 × 100 m (8 de septiembre)        | Américas Ángela Tenorio (ECU) Shaunae Miller-Uibo (BAH) Jenna Prandini (USA) Vitória Cristina Rosa (BRA) 42,11 | Europa Kristal Awuah (GBR) Imani-Lara Lansiquot (GBR) Bianca Williams (GBR) Dina Asher-Smith (GBR) 42,55 | Asia-Pacífico Kong Lingwei (CHN) Wei Yongli (CHN) Ge Manqui (CHN) Yuan Qiqi (CHN) 42,93 |

- RC: Récord de campeonato.

### Mixto
| Evento                             | Oro | Plata                                                                                                   | Bronce |
| ---------------------------------- | --- | --- | --- |
| Relevo 4 × 400 m (9 de septiembre) | Américas Christian Taylor (USA) Luguelín Santos (DOM) Stephenie Ann McPherson (JAM) Shaunae Miller-Uibo (BAH) 3:13,01 | África Christine Botlogetswe (BOT) Chidi Okezie (NGA) Caster Semenya (RSA) Baboloki Thebe (BOT) 3:16,19 | Asia-Pacífico Steven Solomon (AUS) Murray Goodwin (AUS) Anneliese Rubie (AUS) Ella Connolly (AUS) 3:18,55 |